# روبرت جونسون
كان روبرت ليروي جونسون (Robert Leroy Johnson) (المولود في 8 من مايو 1911م – 16 من أغسطس 1938م) موسيقارًا أمريكيًا ومغنيًا لموسيقى البلوز (blues). وتعرض تسجيلاته المميزة من 1936ـ37 عرض مزيج من الغناء، ومهارات الإيتار، وموهبة تأليف الأغاني المواهب التي أثرت في الأجيال اللاحقة من الموسيقيين. أدت حياة جونسون الغامضة والفقيرة وإلى وفاته في سن السابعة والعشرين (27 Club) كما أدت إلى نهوض المزيد من الأساطير، بما في ذلك أسطورة فاوست (Faust) بأنه باع روحه عند مفارق الطرق لتحقيق النجاح. لم يتمتع جونسون، كمؤد متجول يعزف في الغالب على زوايا الشوارع، في الحانات الريفية، والحفلات الراقصة ليلة السبت، سوى بنجاحٍ تجاريٍ قليلٍ ولم يذع صيته كثيرًا في حياته.
فقد كان الإقبال على تسجيلاته ضعيفًا خلال حياته، ولم تصل تسجيلاته لجمهور أكبر سوى بعد إعادة إصدارها في إل بي (LP album) في عام 1961م. إن جونسون يشتهر الآن بكونه سيد موسيقى البلوز، وبالأخص أسلوب الدلتا بلوز (Mississippi). ولجونسون الفضل على العديد من موسيقيي الروك لما كان له من تأثير هام عليهم؛ فقد قال إريك كلابتون (Eric Clapton) عن جونسون أنه «أهم مغني لموسيقى البلوز على الإطلاق.» وقد تم إدراج جونسون في قاعة مشاهير موسيقى الروك أند رول (Rock and Roll Hall of Fame) «كمؤثر قديم» في أول احتفالٍ تعريفيٍ لهم عام 1986م. وفي عام 2003م، صنف ديفيد فريك جونسون في المرتبة الخامسة في قائمة مجلة رولينغ ستون (Rolling Stone)  لأعظم مائة عازف غيتار على الإطلاق.

## قائمة المصادر
- Blues World – Booklet No.1 – Robert Johnson – Four Editions, First published 1967
- Blesh, Rudi (1946) "Jazz Begins" quoted in Marybeth Hamilton (below).
- Charters, Samuel B (1959). The Country Blues. Rinehart.
- Charters, Samuel B (1967). The Bluesman. The story of the music of the men who made the Blues. Oak Publications.
- Charters, Samuel B (1973). Robert Johnson. Oak Publication. ISBN 0-8256-0059-6
- Edwards, David Honeyboy (1997). The World Don't Owe Me Nothing. The Life and Times of Delta Bluesman Honeyboy Edwards. Chicago Review Press. ISBN 1-55652-368-8
- Evans, David (1971). Robert Johnson. Studio Vista. SBN 289 70150
- Freeland, Tom (2000). Robert Johnson: Some Witnesses to a Short Life in Living Blues no. 150 March/April 200 p. 49
- Gioia, Ted (2008). Delta Blues. The Life and Times of the Mississippi Masters Who Revolutionised American Music. Norton, ISBN 978-0-393-33750-1
- Graves, Tom (2008). Crossroads: The Life and Afterlife of Blues Legend Robert Johnson. DeMers Books, ISBN 978-0-9816002-1-5
- Greenberg, Alan (1983). Love in Vain: The Life and Legend of Robert Johnson. Doubleday Books, ISBN 0-385-15679-0
  - 1994 revised edition retitled Love in Vain: A Vision of Robert Johnson, with foreword by Martin Scorsese, Da Capo Press, ISBN 0-306-80557-X
- Guralnick, Peter (1989). Searching for Robert Johnson (1989). E. P. Dutton hardcover: ISBN 0-525-24801-3, Plume 1998 paperback: ISBN 0-452-27949-6
- Komara, Edward (2007). The Road to Robert Johnson, The genesis and evolution of blues in the Delta from the late 1800s through 1938. Hal Leonard. ISBN 0-634-00907-9
- Marcus, Greil (1975). Mystery Train. E.P. Dutton.
- Hamilton, Marybeth (2007). In Search of the Blues. Black Voices, White Visions. Jonathan Cape. ISBN 0-224-06018-X
- Lomax, Alan (1993). The Land Where the Blues Began. Methuen. ISBN 0-413-67850-4
- Neff, Robert & Anthony Connor (1975). Blues. David R Godine. Quoted in Pearson & McCulloch p. 114.
- Palmer, Robert (1982) paperback edition. Deep Blues. Macmillan, ISBN 0-333-34039-6
- Pearson, Barry Lee; McCulloch, Bill (2003). Robert Johnson: Lost and Found. University of Illinois Press, ISBN 0-252-02835-X
- Schroeder, Patricia R. (2004). Robert Johnson, Mythmaking, and Contemporary American Culture. University of Illinois Press, ISBN 0-252-02915-1
- Russell, Tony (2004). Country Music records, A Discography, 1921–1942. Oxford. ISBN 0-19-513989-5
- Townsend, Henry (1999). A Blues Life. As told to Bill Greensmith. University of Illinois Press. ISBN 0-252-02526-1
- إليجاه والد (2004). Escaping the Delta: Robert Johnson and the Invention of the Blues. Amistad. ISBN 0-06-052423-5
- Wardlow, G., & Komara, E. M. (1998). Chasin' that devil music: searching for the blues. San Francisco, Calif: Miller Freeman Books. ISBN 0-87930-652-1
- Welding, Pete (1966). Robert Johnson. Hell hound on his trail. In Down Beat Music '66: 73–76, 103
- Wolf, Robert (2004) Hellhound on My Trail: The Life of Robert Johnson, Bluesman Extraordinaire. Mankato, MN: Creative Editions. ISBN 1-56846-146-1

## وصلات خارجية
- Robert Johnson recordings نسخة محفوظة 14 مارس 2017 على موقع واي باك مشين.. ثلاغثة دقائق مثالية ــ تسجيلات بارزة في الموسيقى الأمريكية. برايان مانغوم. المشاركات المقدمة من المستخدمين لكلٍ مقطوعة من مقطوعات حونسون الموسيقية.
- روبرت جونسون على موقع IMDb (الإنجليزية)
- روبرت جونسون على موقع الموسوعة البريطانية (الإنجليزية)
- روبرت جونسون على موقع ميوزك برينز (الإنجليزية)
- روبرت جونسون على موقع ميوزك برينز (الإنجليزية)
- روبرت جونسون على موقع رولينغ ستون (الإنجليزية)
- روبرت جونسون على موقع قاعدة بيانات برودواي على الإنترنت (الإنجليزية)
- روبرت جونسون على موقع إن إن دي بي (الإنجليزية)
- روبرت جونسون على موقع أول ميوزيك (الإنجليزية)
- روبرت جونسون على موقع ديسكوغز (الإنجليزية)